# فهرست الف‌های سرزمین میانه
الف‌ها در داستان‌های جی. آر. آر. تالکین موجوداتی خیالی اند که در سرزمین میانی زندگی می‌کنند. در داستان‌های هابیت، سیلماریلیون، افسانه‌های ناتمام، تاریخ سرزمین میانی و ارباب حلقه‌ها دربارهٔ آنها سخن به میان آمده است.
نامهای الف‌ها در زبان‌های کوئنیا، نولدور، سینداری و گولدوگرین معنی دارد.

## آ
- آردهیل دختر فین‌گولفین خواهر فینگون تورگون و آرگون بود او همسر اییول (الف سیاه) و مادر ماگلین بود‌.

- آنائیره همسر نولدوری فین‌گولفین و مادر فینگون، تورگون، آرگون و آردهیل است. آنائیره به دلیل دوستی اش با همسر فینارفین، ائارون، حاضر نشد آمان را ترک کند.

آنائیره در زبان کوئنیا به معنی «مقدس‌ترین» است. نام آنائیره تنها در تاریخ سرزمین میانی آورده شده است.

## ا
- ائارون دختر اُلوه از آلکوآلونده است. او همسر فینارفین و مادر گالادریل، فین‌رود، آنگرود و آئگنور است. همچنین او چندین برادر داشت.[۱] ائارون دوست آنائیره همسر فین گولفین است او احتمالاً هنوز با فینارفین زندگی می‌کند.

موهای ائارون طلایی مانند «نور ستارگان» است. پسرش فین‌رود «عشق به دریا و رؤیا سرزمین‌هایی که هرگز دیده نشده‌اند» را از او به ارث برده است.
ائارون به معنی «دوشیزهٔ دریا» است.
- ایندیس همسر دوم فینوه، شاه بلندمرتبهٔ نولدور است و خود او یکی از الف‌های وانیار است. فینوه و ایندیس دو پسر داشتند، فینارفین و فین گولفین و دو دختر به نام‌های فیندیس و ایریمه. ایندیس بعدها نامادری فئانور هم شد. پس از کشته شدن فینوه توسط مورگوت، ایندیس تصمیم گرفت به همراه دختر بزرگترش فیندیس در میان مردم خود زندگی کند. ایندیس مادربزرگ گالادریل است.

- ایریمه یکی از دخترهای فینوه است.

- اولوه از بزرگان تلری و برادر کوچکتر الوتینگول بود. پس از آنکه تینگول در بلریاند گم شد، اولوه رهبری آن دسته از مردمشان را که مایل به ادامه سفر به آمان بودند به دست گرفت و آنها را به آمان برد. او در آلکوالونده در سواحل قلمرو قدسی فرمانروایی تلری را بر عهده دارد.

- اینگوه فرمانروای وانیار، که بعنوان شاه مهین تمام الفها شناخته می شد. در تانیکوئتیل و زیر تالارهای مانوه زندگی می کند.

## ف
- فیندیس یکی از دخترهای فینوه و میریلفینوه و همسر دومش ایندیس است.

- فینگون یک الف نولدوری، بزرگترین پسر فین‌گولفین و برادر بزرگتر تورگون، آرگون و آردهیل و پدر گیل-گالاد بود. نام او در زبان سینداری از واژهٔ کوئنیای فیندکانو (فین= مهارت، کانه= قهرمان) گرفته شده است.[۳]

## م
- مائدروس اولین پسر فئانور
- ماگلور دومین پسر فئانور